# Drasdo
Drasdo ist ein Ortsteil der Gemeinde Uebigau-Wahrenbrück im Landkreis Elbe-Elster in Brandenburg. Der Ort liegt etwa sechs Kilometer östlich von Uebigau an den Landesstraßen 68 und 603. Die Gemarkung des Ortes hat eine Fläche von etwa sechs Quadratkilometern.

## Geschichte

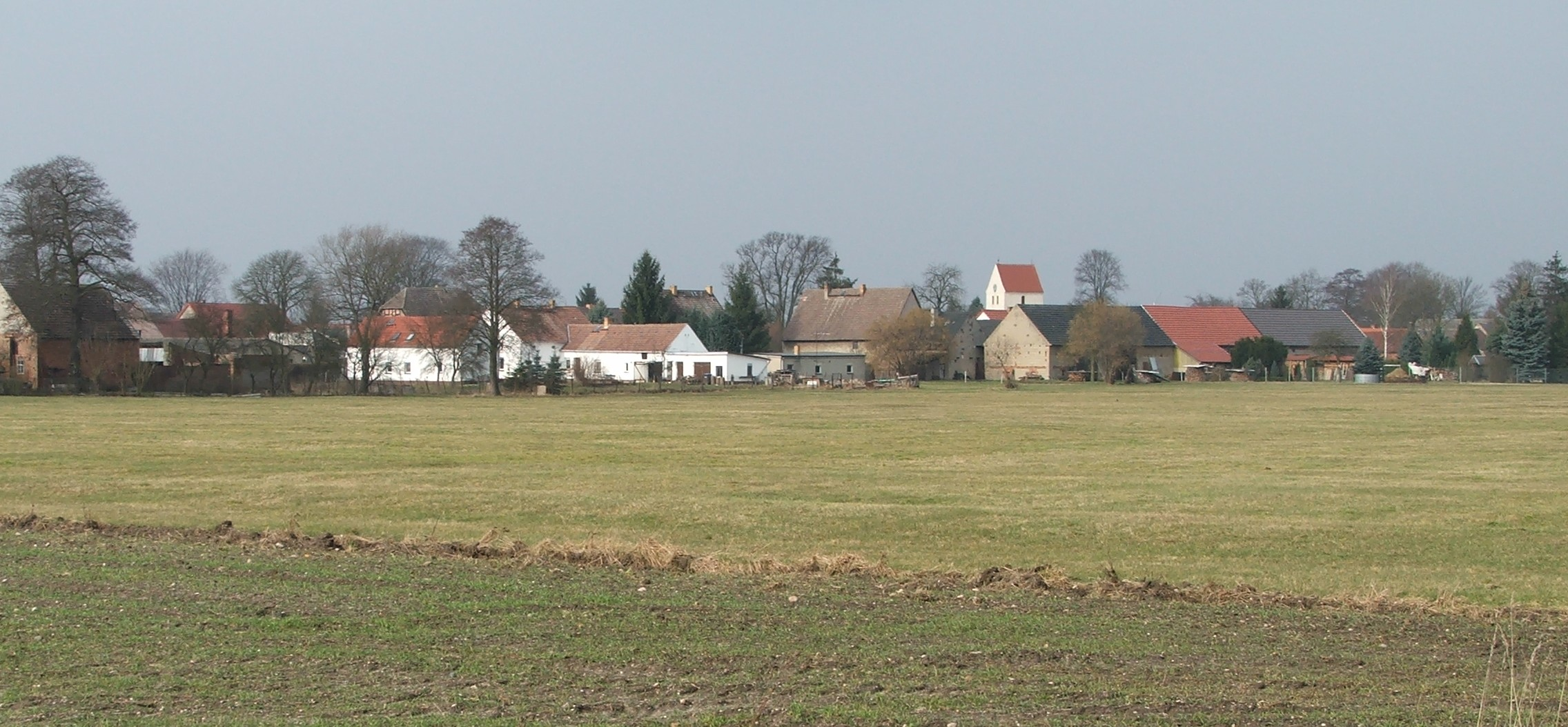
Drasdo von Osten aus gesehen

Das Angerdorf Drasdo ist vermutlich slawischen Ursprungs und wurde 1335 erstmals in einer Verkaufsurkunde der Herren von Ileburg als „Drozedowe“ urkundlich erwähnt. In dieser Urkunde wurde eine Grenzberichtigung zwischen dem Ort und dem benachbarten Schilda als möglich bezeichnet. Gemeinsam mit Wiederau besaß das Dorf einen jährlich wechselnden Dingstuhl, zu welchem auch das Dorf Langennaundorf gehörte.
Drasdo besaß 1589 keinen eigenen Dingstuhl, aber ein Erbgericht als Mannlehngut und gehörte als unmittelbares Amtsdorf zum kursächsischen Amt Liebenwerda. Wie die meisten anderen Orte der Umgebung wurde Drasdo im Dreißigjährigen Krieg stark zerstört. Zwischen 1529 und 1763 waren im Ort 19 bis 20 Hüfner sowie zwei Gärtner angesiedelt. 1835 zählte das Dorf 32 Wohnhäuser mit 206 Einwohnern. An Vieh wurden 62 Pferde, 239 Stück Rindvieh, 2 Ziegen und 85 Schweine gezählt.

Drasdo auf einer geschichtlichen Karte des Kreises Liebenwerda (1910).

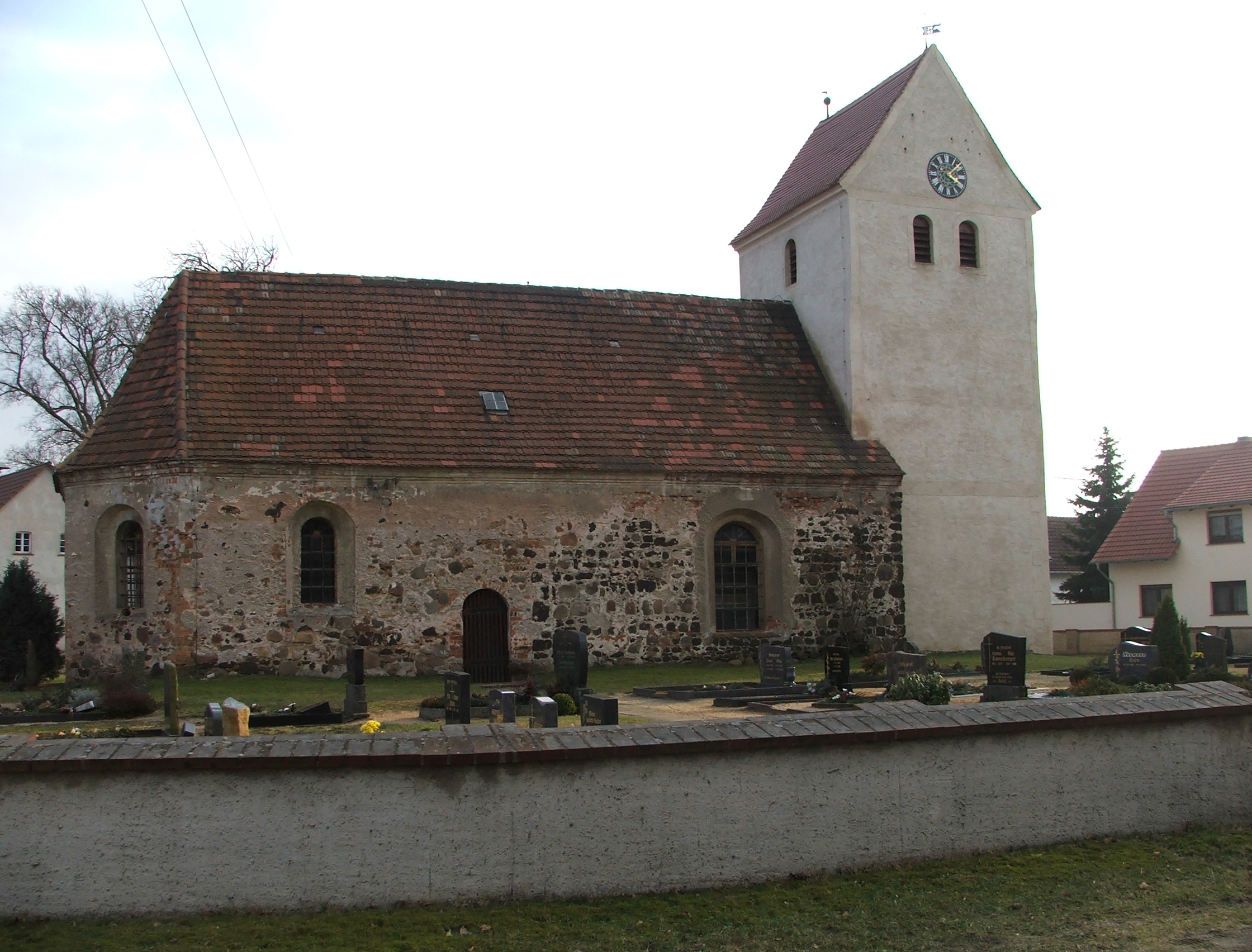
Drasdoer Dorfkirche

Bei einem verheerenden Brand wurde 1874 das halbe Dorf zerstört. Einige zweistöckige Großbauernhäuser mit Lehmfachwerk haben diesen Brand überstanden und sind bis in die Gegenwart erhalten geblieben.
Der Ort gehörte ab 1879 zum Amtsgerichtsbezirk Herzberg, obwohl es im Landkreis Liebenwerda lag. Bis 1890 führte ein Knüppeldamm nach Drasdo. 1890 wurde die Dorfstraße gepflastert und die Verbindungsstraße nach Langennaundorf gebaut. Im gleichen Jahr erhielt das Gebäude der das Ortsbild prägenden Gaststätte „Zur Friedenseiche“ einen Saalanbau. Kurze Zeit später wurde in Drasdo 1894 eine Schule errichtet.
Auf dem Dorfanger befand sich bis Ende der 1960er Jahre ein Dorfteich, der von den Drasdoern „Axpool“ genannt wurde. Nach der Gründung der BSG „Traktor“ Drasdo am 13. September 1968 wurde der Teich verfüllt und eine nördlich angrenzende von der Drasdoer LPG genutzte Enten- und Gänsemastanlage abgerissen. An dessen Stelle entstand eine Kegelbahn, welche im Rahmen einer Festveranstaltung zum 20. Jahrestag der DDR am 4. Oktober 1969 eingeweiht wurde. In unmittelbarer Nähe entstand ein Sportplatz.
Am 31. Dezember 2001 wurden die Städte Wahrenbrück und Uebigau mit den Gemeinden Drasdo, Bahnsdorf, Neudeck sowie Wiederau zusammengeschlossen und in Uebigau-Wahrenbrück umbenannt.

### Ziegelei
Etwa 1,25 Kilometer nördlich der Ortslage des Dorfes befindet sich an der Gemarkungsgrenze zu Nexdorf der Drasdoer Ortsteil „Ziegelei“. Hier produzierte einst jedes nachweisbare Grundstück Ziegel. Die Produktion von Ziegeln begann im 19. Jahrhundert auf Grund der sich hier befindlichen reichen Lehmvorkommen. Die produzierte Ware brachte man auf Pferde-Fuhrwerken in die Orte der Umgebung.
Als 1922 das Falkenberger Kalksandsteinwerk gegründet wurde, verschlechterte sich die Lage der Drasdoer Ziegelei-Betriebe merklich, da die Bauherren der Umgebung die billigeren Kalksandsteine bevorzugten. Die im Ort ansässigen Unternehmen wurden immer unrentabler und verlustreicher. Was zur Folge hatte, dass das Ziegelhandwerk in Drasdo 1934 einging. Nach dem Ende des Zweiten Weltkrieges 1945 wurden die Drasdoer Anlagen der Ziegel-Herstellung abgetragen.

### Bevölkerungsentwicklung
| 1835 | 206 | 1946 | 399 | 1990 | 195 | 1997 | 188 |
| 1875 | 200 | 1950 | 377 | 1991 | 195 | 1998 | 190 |
| 1890 | 250 | 1964 | 269 | 1992 | 194 | 1999 | 184 |
| 1910 | 250 | 1971 | 254 | 1993 | 191 | 2000 | 176 |
| 1925 | 259 | 1981 | 217 | 1994 | 191 | 2011 | 175 |
| 1933 | 257 | 1985 | 210 | 1995 | 187 | 2016 | 170 |
| 1939 | 263 | 1989 | 192 | 1996 | 193 | 2019 | 168 |

## Kultur und Sehenswürdigkeiten

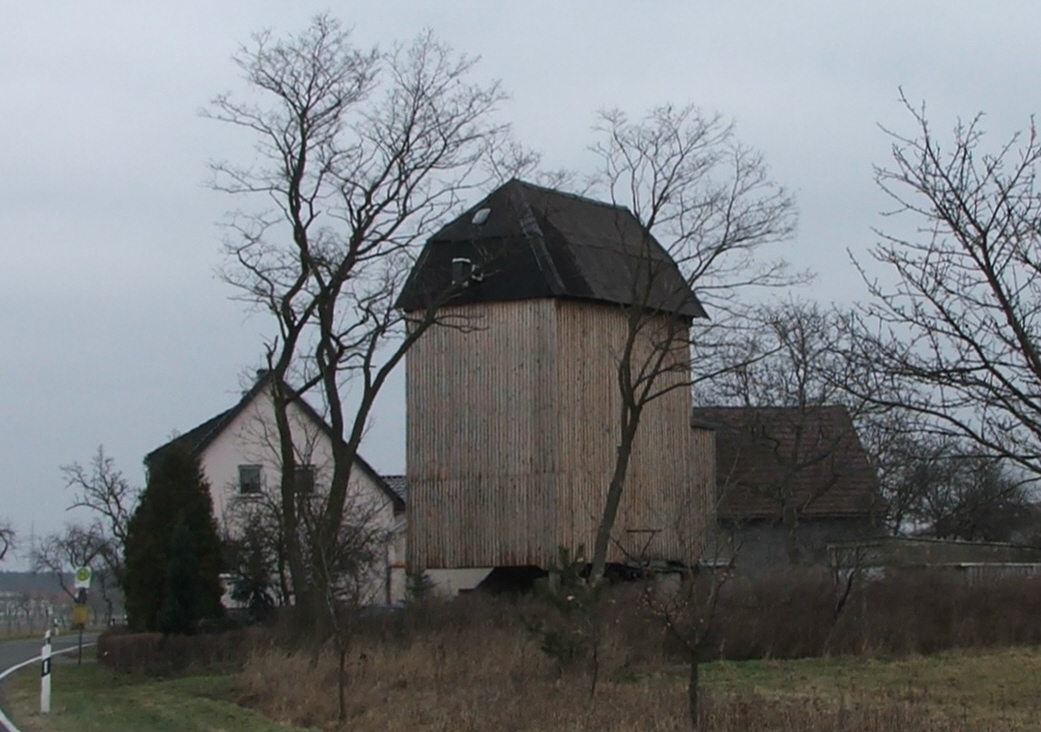
Drasdoer Bockwindmühle

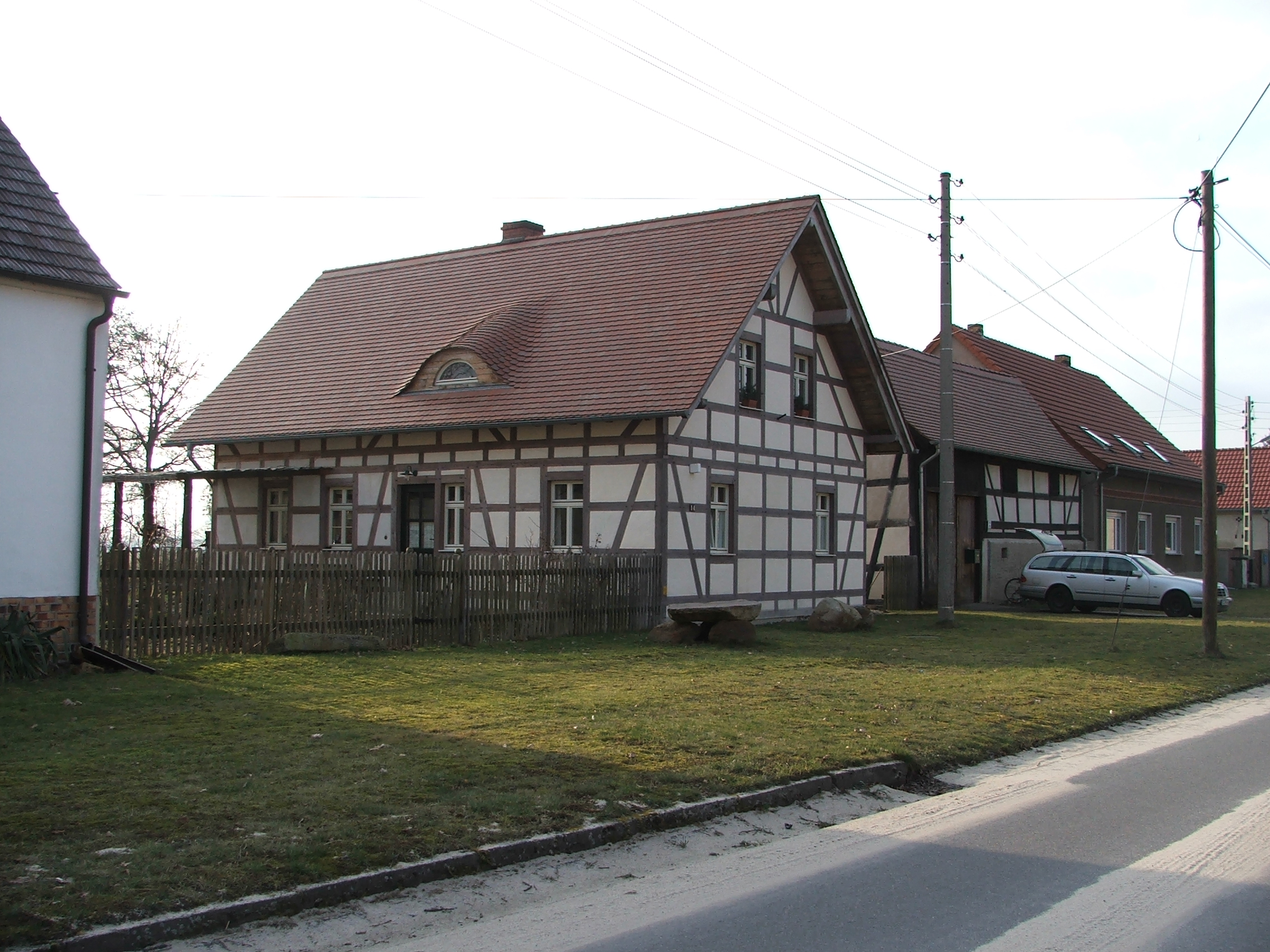
Denkmalgeschützter Bauernhof in der Dorfstraße 14

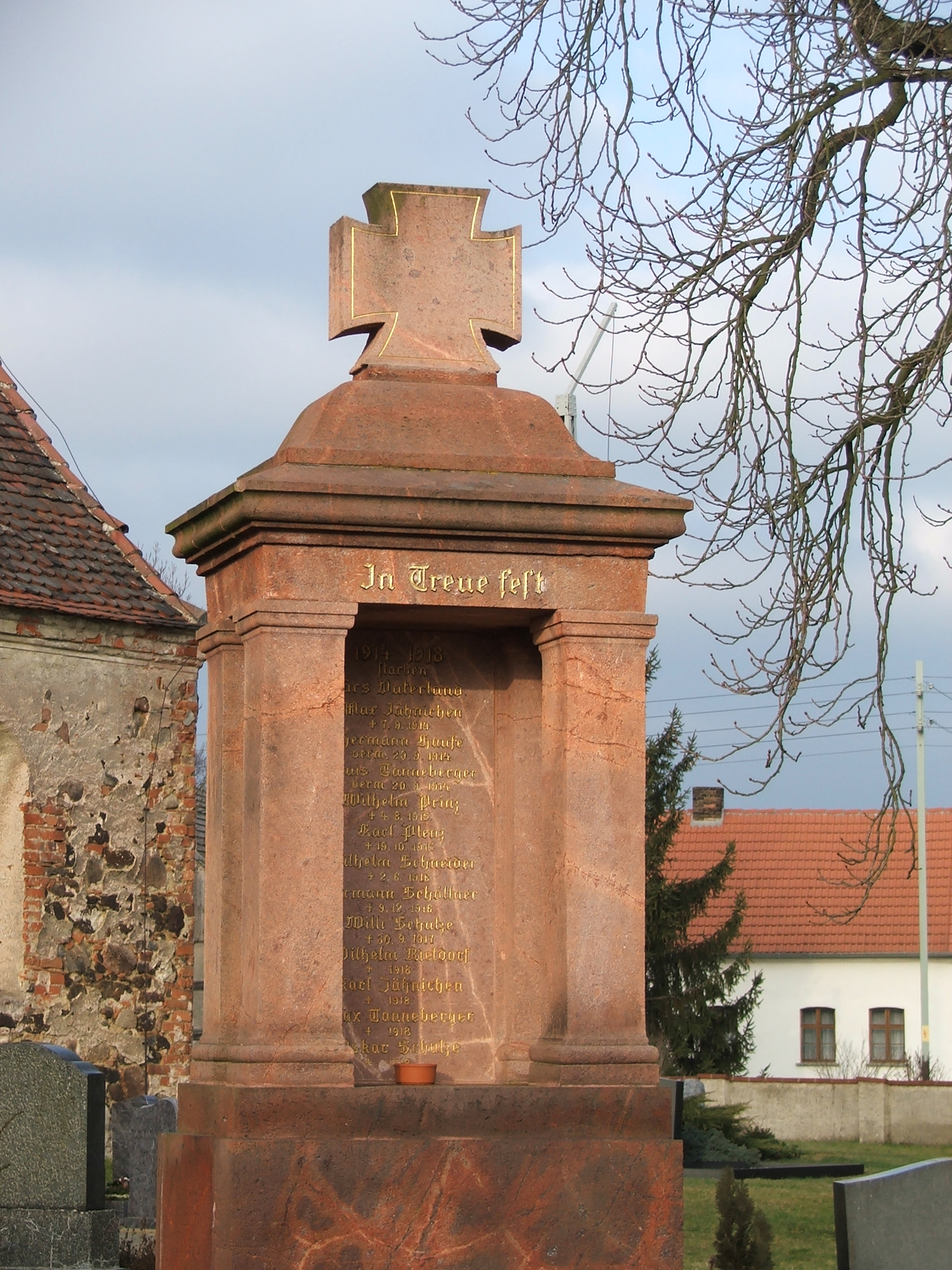
Kriegerdenkmal

In der Mitte des Drasdoer Dorfangers befindet sich eine von einem Friedhof umgebene im 15. Jahrhundert erbaute Feldsteinkirche, welche unter Denkmalschutz steht. Die leicht erhöht stehende Kirche wurde im Dreißigjährigen Krieg zerstört und deshalb später in der Zeit von 1682 bis 1695 von Grund auf erneuert. Der Turm wurde 1895 erneuert. Im Inneren befindet sich eine 1842 von Carl Friedrich W. Loewe aus Delitzsch erbaute Orgel, ein aus dem Jahr 1594 stammender Taufstein und eine mittelalterliche Kirchentruhe, die aus einem Eichenstamm gezimmert und mit Eisen beschlagen wurde. → Hauptartikel: Dorfkirche Drasdo
Weiterhin gibt es im Ort eine Bockwindmühle. Ihr ursprünglicher Standort war das Dorf Beyern bei Falkenberg. 1723 wurde sie von dort nach Drasdo umgesetzt, wo sie zunächst Bestandteil des Schankgutes wurde. Der Mahlbetrieb der Mühle, welche zuletzt auch mit Diesel betrieben werden konnte, wurde 1969 eingestellt. Bis 1961 konnte die Bockwindmühle noch mit Wind angetrieben werden. Flügel sind inzwischen keine mehr vorhanden. → Hauptartikel: Bockwindmühle Drasdo
Unter Denkmalschutz steht auch ein historischer aufwendig gestalteter Wegweiser mit richtungsweisenden Pfeilen aus dem letzten Drittel des 19. Jahrhunderts. Es handelt sich dabei um einen viereckigen Sandsteinpfeiler mit einer überstehenden Abdeckplatte mit dreieckigen Giebeln. Er befindet sich auf dem ovalen Dorfanger des Dorfes.
Auf dem Grundstück der Dorfstraße 14 stehen das einstige Wohnhaus eines Großbauern sowie ein Torstallspeicher unter Denkmalschutz. Der zweistöckige Lehmfachwerkbau des Bauernhauses wurde in der zweiten Hälfte des 18. Jahrhunderts errichtet. Mit dem ebenfalls in dieser Bauweise errichteten Speicher ist dieses Gehöft ortsbildprägend.
Nahe der Drasdoer Dorfkirche befindet sich ein Kriegerdenkmal zu Ehren der gefallenen Dorfbewohner der beiden Weltkriege.

## Persönlichkeiten
- Michael Strempel (1944–2018) war Fußballspieler in der DDR-Oberliga. Er bestritt 15 Spiele in der Fußballnationalmannschaft der DDR